# Mee Panyang
Mee Panyang is een bestuurslaag in het regentschap Pidie van de provincie Atjeh, Indonesië. Mee Panyang telt 429 inwoners (volkstelling 2010).